# Maskensaltator
Der Maskensaltator (Saltator cinctus) ist eine Vogelart aus der Gattung der Saltatoren (Saltator). Der Bestand wird von der IUCN als potenziell gefährdet (Near Threatened) eingeschätzt.

## Merkmale
Der Maskensaltator erreicht eine Körperlänge von etwa 21,5 Zentimetern. Der Schnabel ist schwarz, hat aber stark variierende Rotanteile. Bei manchen Vögeln ist er sogar ganz rot. Die Iris variiert ebenfalls von orange bis gelb. Die Obserseite ist zumeist blaugrau. Der Gesichtsbereich und die Kehle sind schwarz, was wie eine schwarze Maske wirkt. Die Brust ist weiß und schwarz umrahmt. Der Rest der Unterseite ist weiß. Die seitlichen Flanken und der Bürzel sind grau, wo bei der Bürzel auch weiße Bereiche aufweist. Der graue Schwanz ist stark abgestuft. Die äußeren Steuerfedern haben weiße Flecken.

## Verbreitung und Lebensraum

Verbreitungskarte des Maskensaltators (grün)

Der Vogel kommt in den feuchten Bergwäldern an den Osthängen der Anden Perus sowie Ecuadors und in den Zentralanden Kolumbiens vor. In Ecuador wurde er bisher in der Cordillera de Cutucú in der Provinz Morona Santiago, Cordillera de Huacamayos im Westen der Provinz Napo, im Poducarpus Nationalpark und der direkt anschließenden Cordillera de Sabanilla in der Provinz Zamora Chinchipe, im Tal des Río Angashcola im Süden der Provinz Loja und im Tal des Río Isimanchi in der Cordillera Las Lagunillas beobachtet. In Peru ist er in den Regionen Piura, Cajamarca, Amazonas und Huánuco präsent. In Kolumbien kommt er in den Provinzen Quindío und Tolima vor. Der Vogel bewegt sich vorwiegend in niederer Vegetation der feuchten Bergwälder.

## Verhalten
Über das Verhalten des Vogels ist relativ wenig bekannt, da er sehr scheu ist. Er kann als Einzelgänger und in Paaren in freier Natur zu beobachten sein. Er ernährt sich u. a. von den Früchten der Steineiben (Podocarpus). Manche Autoren beschreiben eine Vorliebe des Vogels für eine Bambusart namens Chusquea. Dies konnte bisher aber nicht eindeutig nachgewiesen werden.

## Etymologie und Forschungsgeschichte
Die Erstbeschreibung des Maskensaltators erfolgte 1943 durch John Todd Zimmer unter dem Namen Saltator cinctus. Das Typusexemplar stammte vom  Cutucú und wurde von Leopoldo Gomez am 28. Dezember 1940 gesammelt. 1816 führte Louis Pierre Vieillot die neue Gattung Saltator ein. Das Wort leitet sich vom lateinischen saltator, saltatoris, saltare für Tänzer, tanzen ab. Der Artname stammt von  cinctus,  cingere für umgürtet, bekränzt, umringt, umkreisen ab.